# Pholcus claviger
Pholcus claviger är en spindelart som beskrevs av Simon 1877. Pholcus claviger ingår i släktet Pholcus och familjen dallerspindlar.
Artens utbredningsområde är Kongo. Inga underarter finns listade i Catalogue of Life.